# 鴆

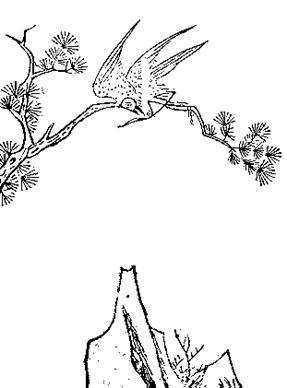
『三才図会』に描かれた鴆

鴆（ちん、鴆、拼音: zhèn）は、中国の古文献に記述が現れている猛毒を持った鳥。
大きさは鷲ぐらいで緑色の羽毛、そして銅に似た色のクチバシを持ち、毒蛇を常食として体内に猛毒をたくわえており、耕地の上を飛べば作物は全て枯死してしまうとされる（『和漢三才図会』）。石の下に隠れた蛇を捕るのに、糞をかけると石が砕けたという記述もある（『三才図会』）。『三才図会』の記述では、紫黒色で、赤いクチバシ、黒い目、頸長7・8寸とある。

## 文献上の鴆および鴆の実在性
『韓非子』や『史記』など紀元前の古文献では、この鳥の羽毛から採った毒は鴆毒と呼ばれ、古来よりしばしば暗殺に使われた。鴆毒は無味無臭なおかつ水溶性であり、鴆の羽毛を一枚浸して作った毒酒で、気付かれることなく相手を毒殺できたという。春秋時代、魯の荘公の後継ぎ争いで、荘公の末弟の季友は兄の叔牙に鴆酒を飲ませて殺した（『史記』魯周公世家）。また、秦の始皇帝による誅殺を恐れた呂不韋は鴆酒を仰いで自殺した（『史記』）呂不韋伝）など、古い文献に鴆による毒殺の例は数多い。
紀元前の文献では、鴆の生息したとされる地域はおおむね江南（長江以南）であり、晋代、鴆を長江以北に持ち込んではならないとする禁令があった。南朝宋では取締りが厳しくなり、皇帝が駆除のため営巣した山ごと燃やせと命令を出したとか、ヒナを都に連れてきただけの男をヒナと共に処刑させたといった記述がある。南北朝時代を最後に文献上の記録が絶えることとなるが、その頃の記録は文献毎にバラバラで統一性がなく、すでに伝説上の存在になっていた様子が窺える。唐代になると当時の政府も存在を認めず、659年刊行の医薬書『新修本草』では存否不詳とされてしまった。また鳥類学上、鳥に有毒種は全くないとされていた。それ故にいつか伝説化され、龍や鳳凰などと同様の単なる空想上の動物と考えられるようになった。だが1992年になって、ニューギニアに生息し、原住民の猟師たちが昔から食べられない鳥として嫌っていたピトフーイという鳥が羽毛に毒を有していることがわかり、かつて鴆が実在していた可能性が現実味を帯びることとなってきた。ピトフーイ以外にも2000年に発見されたズアオチメドリを皮切りに複数の毒鳥類が新たに発見されており、これら発見された毒鳥類の姿形と山海経等の古文献にある鴆の図はまるで似ていないものの、当時の中国に未知の（既に絶滅した）毒鳥類が生息していた可能性は否定できない。

## 鴆毒と犀角
鴆毒の毒消しには犀角（サイの角）が有効という迷信がいつの頃からか信じられ、毒酒による暗殺を恐れた中国歴代の皇帝や高位の貴族たちは、犀角でできた杯を競って求めた。
この犀角の毒消し効果に関する迷信は、鴆が記録から消え去った後は「あらゆる毒の毒消しに有効である」とか、「劇的な精力剤である」という形に昇華され現在に至っている。ゆえに、今日でも世界各地の漢方薬局では犀角が非常な高価で取引されており、その影響でアジアやアフリカのサイは絶滅が危惧されるまでにその個体数を減らした。
現在、サイは全種が絶滅のおそれのある野生動植物の種の国際取引に関する条約（ワシントン条約）や、生息する地域に位置する国家から厳重に保護されているにもかかわらず、常に高価な角を狙う密猟者の手による射殺の危機に晒されている。
さらにこの犀角にまつわる迷信は後に西洋に伝わり、ユニコーンの角は水を清めるという別の迷信を生んだ。

## 鴆をモチーフにした作品
- 夢暦長崎奉行: 市川森一原作。テレビドラマ版で清国から密輸した鴆の羽を用いて毒殺を謀る場面がある。このドラマでは鴆毒は砒素系の毒物ということになっていた。

## 鴆が登場する作品
- カミヨミ：沈黙の毒編で登場。常人なら羽に触れるだけで毒に侵されて死ぬという設定で、政界の要人等を毒殺する小道具として用いられた。
- ぬらりひょんの孫：毒の羽を持つ鳥の妖怪として登場。猛毒を持つ身とは反対に病弱で身体が弱いという設定。なお、この作品では鴆を「ぜん」と読む（中国語発音の"zhen"から）。
- 探偵学園Q：鳥毛立女掛軸という九頭龍匠の作品として登場した。その掛軸の女性の着物が鴆の羽でできており、殺人に使用される。
- Petshop of Horrors：『新 Petshop of Horrors』にてマフィアボスの殺害依頼を受けた暗殺者(アサシン)の姉妹として登場。その生き血には全ての毒を中和させる効果があるという設定。
- どくとるマンボウ航海記（北杜夫・1960）：第五章「漢の時代すでに、鴆という鳥の羽をいれた毒酒を防ぐために梅干を用いたという記述はあるが」
- 衛府の七忍：徳川家康が駿府城の地下で飼育する巨大な怪鳥として登場。一国を滅ぼすほどの猛毒が採取できるという設定。
- 坂の上の雲 : 秋山好古がいずれ結婚する相手の例えとして登場する。
- 鴆－ジェン－：有毒の食物を好んで食べ、体内に溜め込んだ”毒”を”色”に変えると、鮮やかで美しい羽根をつくる。